# Oliveoniaceae
Oliveoniaceae är en familj av svampar. Oliveoniaceae ingår i ordningen Ceratobasidiales, klassen Tremellomycetes, divisionen basidiesvampar och riket svampar.
Familjen innehåller bara släktet Oliveonia.